# Bolinder-Munktell BM 425 Terrier

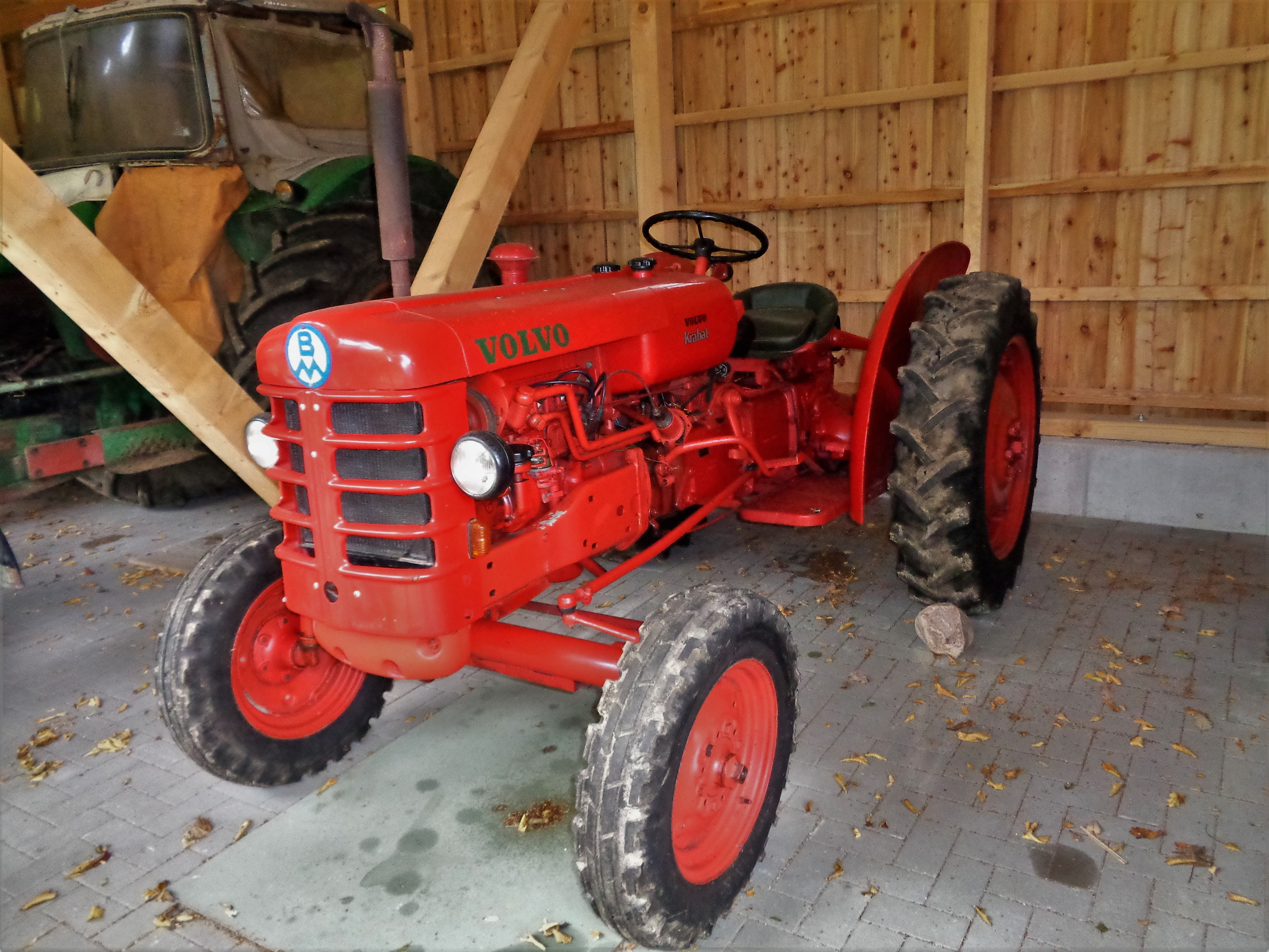
T 425 Krabat

Bolinder-Munktell T 425 Terrier var en helt nykonstruerad traktor som tillverkades av Bolinder-Munktell mellan 1956 och 1962 i cirka 12 000 exemplar. Den hade en fyrcylindrig bensinmotor från Volvo med maxeffekten ca 30 hästkrafter. Traktorn var försedd med en transmission med från början fyra framåtväxlar och en bakåt, vilket ändrades till fem framåtväxlar 1961, 
 Traktorn var försedd med differentialspärr. 
 Traktorn var från början standardutrustad med en tämligen enkel konstruktion av hydraulisk trepunktslyft, men fr.o.m. 1961 av typen Terra-Trol, med för tiden betydligt modernare funktioner.

## Andra utföranden
Under 1956 tillverkades traktorn dels i ett rödmålat utförande; Volvo T15 Krabat, dels i ett grönmålat utförande; BM 15 Terrier. Från och med 1957 utgick benämningen T/BM 15 till förmån för namnet Terrier 425, och fr.o.m. 1958 var de rödmålade  både i BM- och Volvoutförande.

Traktorn utvecklades vidare till Bolinder-Munktell BM 320 Buster.

## Tekniska data
- Motor: Volvo B14C, 27 hk. Fr.o.m. 1957 B16C, 32 hk.
- Transmission: 4(5) fram, 1 back. differentialspärr
- Hastighet: maxfart 29,1 km/h, back 4,0 km/h. Fr.o.m. 1961 29,8 resp 7,9 km/t.
- Bränsletank: 40 L
- Kylsystem: 8 L
- Vikt: 1980 kg
- Hjulbas: 1 915 mm
- Längd: 2 970 mm